# Parada de Rubiales (kommunhuvudort)
Parada de Rubiales är en kommunhuvudort i Spanien.   Den ligger i provinsen Provincia de Salamanca och regionen Kastilien och Leon, i den centrala delen av landet, 170 km nordväst om huvudstaden Madrid. Parada de Rubiales ligger 843 meter över havet och antalet invånare är 311.
Terrängen runt Parada de Rubiales är platt. Runt Parada de Rubiales är det glesbefolkat, med 14 invånare per kvadratkilometer. Närmaste större samhälle är Fuentesaúco, 10,5 km nordväst om Parada de Rubiales. Trakten runt Parada de Rubiales består till största delen av jordbruksmark.